# ラリー・リエパーヤ
ラリー・リエパーヤ（Rally Liepāja）は、ラトビアのリエパーヤ直轄市で開催されるラリーイベント。2013年にヨーロッパラリー選手権 (ERC) の一戦として創設され、2024年からは世界ラリー選手権 (WRC) の一戦となった。

## 歴代勝者
| 年     | ドライバー         | 車両                     |
| ------ | ------------------ | ------------------------ |
| 2024年 | カッレ・ロバンペラ | トヨタ・GRヤリス ラリー1 |